# INVS
INVS‏ (Inversin) هوَ بروتين يُشَفر بواسطة جين INVS في الإنسان.